# Celebes Centrais
Celebes Centrais (Sulawesi Tengah, em indonésio) é uma província da Indonésia, localizada na ilha de Celebes. Sua capital é Palu. Criada em 13 de abril de 1964, a província possui uma área é de 68 033 km² e uma população de 1 820 000 habitantes (2000). 
A província limita ao norte com Gorontalo, ao sul com as Celebes do Sul e as Celebes de Sudeste, a leste com a província das Molucas e a oeste com o estreito de Macáçar.

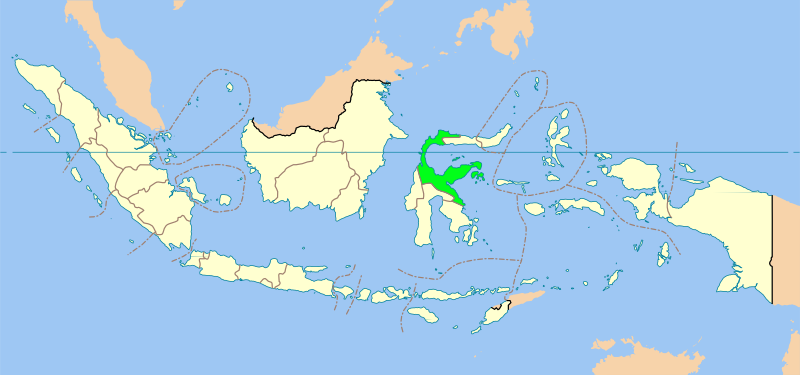
Mapa da Indonésia com a localização de Celebes Central.